# 库兹涅茨周期
库兹涅茨周期（英語：Kuznets swing / Kuznets cycle）是西蒙·库兹涅茨在1930年发现的中等长度的经济周期，长为15–25年。库兹涅茨把这些周期与人口过程联系在一起，特别是与移民流入/流出以及它们引起的建筑建设强度变化联系在一起，因此这种周期也称为“人口”或“建筑”周期。也有人将库兹涅茨周期解释为基础设施投资周期。
一些现代经济评论家认为，库兹涅茨的变化反映了土地价值的18年周期。弗雷德·哈里森认为，可以通过对土地价值征收年度税（地價稅）来平滑或完全避免这种繁荣与萧条的循环。
库兹涅茨的分析受到豪锐（Howrey，1968）的批评。豪锐称，库兹涅茨发现的表观上的商业周期是他选用的“滤波器”造成的假象。豪锐提出，当使用库兹涅茨滤波器时，白雜訊序列中也出出现相同的周期性模式。不过，库兹涅茨的主张，即使不使用库兹涅茨滤波器也可以在全球GDP动态中发现波动。